# Буди-Міхаловські (Груєцький повіт)
Буди-Міхаловські (пол. Budy Michałowskie) — село в Польщі, у гміні Варка Груєцького повіту Мазовецького воєводства.
Населення — 30 осіб (2011).
У 1975-1998 роках село належало до Радомського воєводства.

## Демографія
Демографічна структура станом на 31 березня 2011 року:
|          | Загалом | Допрацездатний вік | Працездатний вік | Постпрацездатний вік |
| -------- | ------- | ------------------ | ---------------- | -------------------- |
| Чоловіки | 17      | 2                  | 12               | 3                    |
| Жінки    | 13      | 2                  | 6                | 5                    |
| Разом    | 30      | 4                  | 18               | 8                    |